# ニューヨーク州の旗
ニューヨーク州の旗（ニューヨークしゅうのはた）は、アメリカ合衆国ニューヨーク州の州旗。州章は1778年、州旗は1901年4月2日に制定された。
州章の中央の盾（エスカッシャン）には、緑の大地に流れるハドソン川を白い帆を掲げた帆船とスループ船が行き交い、川と港による交易を表している。背後の山（ビーコン山）からは微笑む黄色い太陽が光線を広げている。
盾を左右から支えるサポーターは、向かって左は、隷従からの解放を象徴するフリジア帽を載せた棒を掲げ、支配者であった英国王の王冠を踏みつけにする自由の女神、向かって右は、剣と天秤を掲げる正義の女神である。盾の上には地球儀と鷲が乗っている。盾の下にあるモットーは、「さらに高く」を意味するニューヨーク州のモットーである「エクセルシオール」が書かれている。2020年には、下にアメリカ合衆国のモットーである「エ・プルリブス・ウヌム」が追加された。
州旗は青地の旗の中央に州章を置いたものである。